# Santa Rita do Pardo
Santa Rita do Pardo este un oraș din statul Mato Grosso do Sul (MS), Brazilia.